# 유성여자중학교
유성여자중학교(儒城女子中學校)는 대전광역시 유성구 죽동 305[현 유성여자고등학교]에 있었던 사립 여자중학교이다. 

## 연혁
- 1975년 3월 1일 : 개교
- 2002년 2월 28일 : 폐교[1]

## 같이 보기
- 유성여자고등학교 (대전)